# Kesariya Stupa

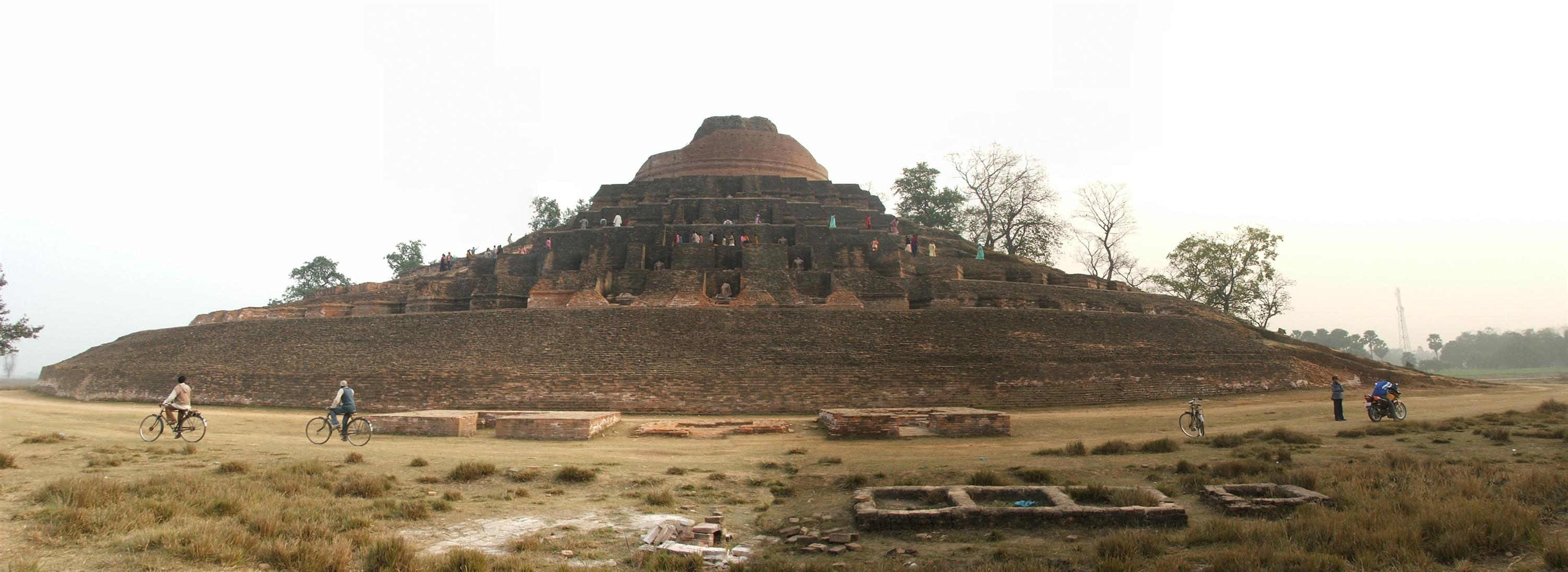
Kesariya Stupa

Die Kesariya Stupa (Hindi केसरिया स्तूप) war eine der bedeutendsten Stupas im nordindischen Bundesstaat Bihar und ist immer noch Ziel von buddhistischen Pilgern.

## Lage
Die Ruine der Kesariya-Stupa befindet sich gut 3 km südwestlich der ca. 100 km nordwestlich von Patna in der Gangesebene gelegenen Stadt Kesariya im Distrikt Purba Champaran in der Nähe des Ganges-Nebenflusses Gandak in einer Höhe von ca. 45 m.

## Geschichte
Angeblich soll Buddha im Verlauf seiner Wanderungen durch den Norden Indiens eine Nacht in dem damaligen Ort verbracht und beim Abschied seine Bettelschale zurückgelassen haben. Es wird angenommen, dass spätestens unter Kaiser Ashoka mit einem einfachen Erdhügel zu Buddhas Gedenken begonnen wurde. Dieser wurde im Lauf der Zeit vergrößert und zuletzt mit einer Ummantelung aus Ziegelsteinen versehen. Man nimmt an, dass der heutige Zustand weitgehend dem Blütezeit des Gupta-Reichs im 3. oder 4. Jahrhundert entspricht. Die chinesischen Mönche Faxian († um 422) und Xuanzang († 664) berichten jeweils von einem Besuch in der ehemals sowohl religiös als auch kulturell und wirtschaftlich Stätte.
Auf einer Inspektionsreise Colonel Mackenzies im Jahr 1814 entdeckt, wurde der Stupa unter der Leitung von Alexander Cunningham in den Jahren 1861/2 erstmals archäologisch untersucht. Neuere Ausgrabungen durch den Archaeological Survey of India fanden im Jahr 1998 statt.

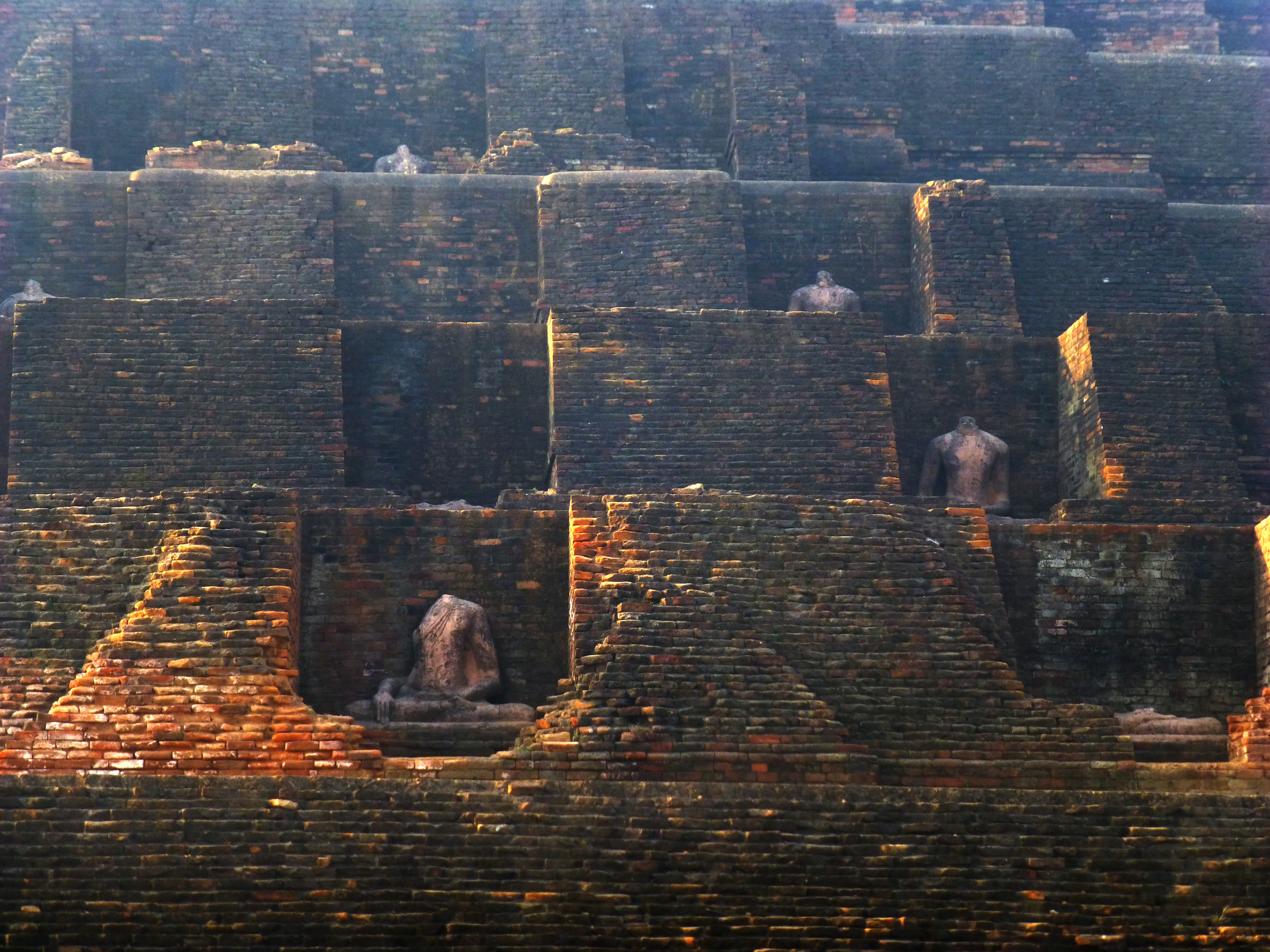
Buddha-Statuen in den Nischen der Außenwände

## Architektur
Die Gesamtanlage besteht aus einem vertikal 6-stufig gegliederten und leicht polygonal gebrochenen Unterbau mit einem Durchmesser von ca. 120 m und dem darauf aufsitzenden eigentlichen runden Stupa-Turm, der immer noch eine Gesamthöhe vom 34 m erreicht.

## Skulptur
Die zahlreichen Außenwandnischen des Stupa waren wohl sämtlich mit gestifteten Buddha-Statuen im Lotossitz gefüllt. Einige sind erhalten, haben aber ihre Köpfe verloren.

## Bedeutung
Die Gesamtanlage der Kesariya Stupa wird häufig mit dem großen Stupa bei der ca. 100 km nordwestlich gelegenen Stadt Lauriya Nandangarh verglichen. Vergleiche der beiden Stupas mit dem im 8./9. Jahrhundert erbauten und ebenfalls buddhistischen Borobodur auf der indonesischen Insel Java gibt es ebenfalls; alle drei haben einen sich nach oben verjüngenden stufenförmigen Unterbau mit ungefähr denselben Maßen.